# Chlosyne palla
Espèce
Chlosyne palla est un  insecte lépidoptère de la famille des Nymphalidae de la sous-famille des Nymphalinae et du genre Chlosyne.

## Dénomination
Chlosyne palla a été nommée par Jean-Baptiste Alphonse Dechauffour de Boisduval en 1852.
Synonymes : Melitaea palla Boisduval, 1852; Lemonias palla ; Dyar, 1903.

### Sous-espèces
- Chlosyne palla australomontana Emmel & Mattoon, 1998
- Chlosyne palla calydon Strecker, 1878
- Chlosyne palla flavula Barnes & McDunnough, 1918
- Chlosyne palla sterope (Edwards, 1870)
- Chlosyne palla vallismortis F. Johnson, 1938[1].

### Noms vernaculaires
Chlosyne palla se nomme en anglais Northern Checkerspot .

## Description
Chlosyne palla est un papillon à damiers orange orange de taille moyenne (son envergure varie entre 30 et 48 mm
Le dessus présente des lignes de damiers rouge orangé et des lignes de damiers jaunes sur un fond marron avec une partie basale marron.
Le revers des antérieures est orange à damiers blancs et aux postérieures les damiers blancs dominent.

### Chenille
La chenille est noire, ornée d'épines, de points blancs, de traits orange sur les flancs.

## Biologie

### Période de vol et hivernation
L'imago vole en une seule génération entre avril et début août suivant l'altitude,.
Chlosyne palla hiberne au stade de chenille.

### Plantes hôtes
Les plantes hôtes de la chenille sont  des asters, Aster conspicuus, Aster occidentalis et des  chrysothamnus, Chrysothamnus viscidiflorus, Chrysothamnus paniculatus , Chrysothamnus nauseosus, Erigeron speciosus, Solidago californica .

## Écologie et distribution
Il est présent sur la côte ouest de l'Amérique du Nord, dans les Montagnes Rocheuses de la Colombie-Britannique et l'Alberta au Canada jusqu'à la Californie.  Aux États-Unis il est présent dans l'État de Washington, l'Idaho, le Montana, l'Oregon, le Wyoming, l'Utah, le Colorado, la Californie et le sud-ouest du Nevada.

### Biotope
Il est présent dans les clairières de moyenne altitude en montagne.

### Protection
Pas de statut de protection particulier.

## Liens taxonomiques
- (en) Tree of Life Web Project : Chlosyne palla
- (en) Catalogue of Life : Chlosyne palla Boisduval, 1852 (consulté le 18 décembre 2020)
- (fr + en) ITIS : Chlosyne palla  (Boisduval, 1852)
- (en) NCBI : Chlosyne palla (taxons inclus)